# Marcelino Briceño
Pour les articles homonymes, voir Marcelino et Briceno.
Marcelino Briceño est l'une des six paroisses civiles de la municipalité de Baralt dans l'État de Zulia au Venezuela. Son chef-lieu est El Tigre.

## Géographie

### Situation

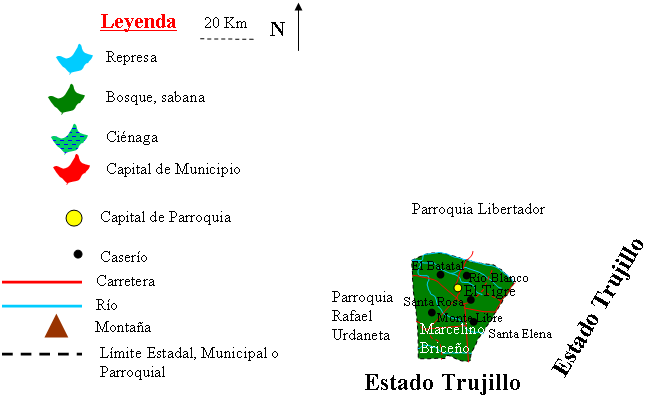
Carte simplifiée de la paroisse civile.

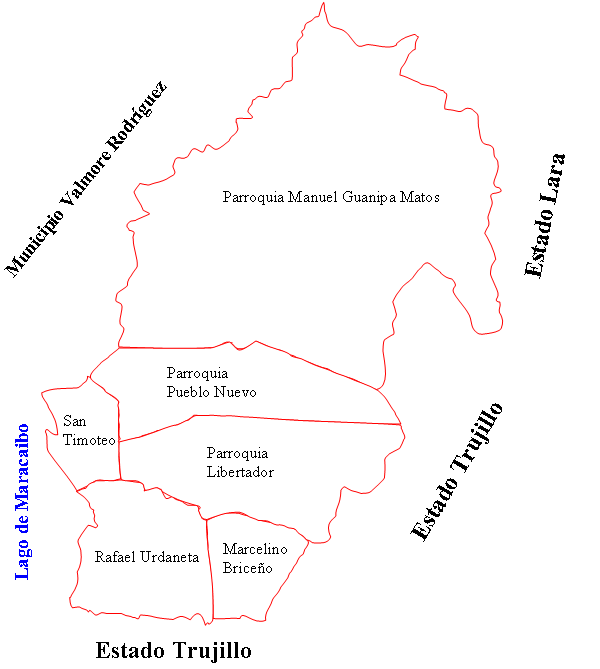
Localisation de la paroisse civile au sein de la municipalité.

La paroisse civile est située au sud-ouest de la municipalité et est bordée au sud et à l'est par l'État de Trujillo au nord par la paroisse civile de Libertador et à l'ouest par celle de General Urdaneta.

### Urbanisation
Le chef-lieu de la paroisse civile est la localité d'El Tigre et ses localités principales El Batatal, Monte Libre, Río Blanco et Santa Elena et Santa Rosa.

## Économie
L'essentiel de l'activité tourne autour de l'industrie pétrolière avec le champ d'extraction de Motatán partagé avec l'État voisin de Trujillo.